# Crescenzo Buongiorno
Crescenzo Buongiorno (Bonito, Campània, 9 d'agost de 1864 – Dresden Saxònia, Alemanya, 7 de novembre de 1903) fou un compositor italià d'òpera, opereta, romances, música sacra i partitura per banda.
Fou deixeble de Senao en el Conservatori de Nàpols, i la seva primera composició fou l'òpera Etelka, estrenada amb èxit a Nàpols el 1887 i a Praga el 1984; aquesta li seguiren 12 operetes, entre les que es poden citar com a notables; Abukadabar (Nàpols, 1889), Circe e Calipso (Torí, 1892), La nuova caltarella (Trieste, 1894), i tres òperes estrenades a Alemanya i representades principalment en aquell país amb els següents títols: Das Emtefert (Leipzig, 1896), Das Mädchenherz, Cassel, 1901), i Michel Angelo und Rolla (Cassel, 1903).